# 205년

## 연호
- 후한(後漢) 건안(建安) 10년

## 기년
- 후한(後漢) 헌제(獻帝) 17년
- 신라(新羅) 내해 이사금(奈解泥師今) 10년
- 고구려(高句麗) 산상왕(山上王) 9년
- 백제(百濟) 초고왕(肖古王) 40년

## 사건
- 음력 1월, 원희(袁熙)의 부하장수 초촉(焦触)과 장남(張南)이 원희를 배반하고 습격해 주를 장악하였다. 이에 원희와 원상은 아버지 원소에게 우호적이었던 오환족의 왕 답돈(蹋頓)에게로 달아났다.
- 음력 2월, 신라, 진충(眞忠)에게 벼슬을 내려 일벌찬으로 삼고, 이로써 국정(國政)에 참여하게 하였다.
- 음력 7월, 신라, 서리와 우박이 곡식을 해쳤다. 태백성이 달을 침범하였다.
- 음력 8월, 여우가 금성과 시조묘 뜰에서 울었다.

## 사망
- 곽도(郭圖)
- 원담(袁譚)

## 참고 문헌
- 김부식 (1145), 《삼국사기》 〈권2〉 내해 이사금 조(條)